# Remijia asperula
Remijia asperula är en måreväxtart som beskrevs av Paul Carpenter Standley. Remijia asperula ingår i släktet Remijia och familjen måreväxter. Inga underarter finns listade i Catalogue of Life.